# Weißwandspitze
Die Weißwandspitze (ital.: Parete Bianca) ist ein 3017 m ü. A. hoher Berg in den Stubaier Alpen.
Der Gipfel der Weißwandspitze liegt am Alpenhauptkamm, der hier auch die Grenze zwischen dem österreichischen Bundesland Tirol und der italienischen Provinz Südtirol bildet, zwischen dem Gschnitz- und dem Pflerschtal. Westlich liegt die 3001 m hohe Schafkampspitze, im Osten der 2924 m hohe Hohe Zahn.
Nach Nordwesten, Süden und Osten verlaufen scharf ausgeprägte Grate, die die steilen Nordost- und Südostwände von der breiten Südwestflanke trennen. Unterhalb der Nordostwand liegt oberhalb der Gamsschrofen ein steiles Firnfeld.

## Geologie
Der Gipfelaufbau wird von triassischen, dolomitisierten Karbonaten gebildet. Diese bilden mit ihrer hellen Färbung einen scharfen Kontrast zum darunterliegenden, polymetamorph überprägten Urgestein (Paragneis) und prägen  damit das charakteristische Erscheinungsbild der Weißwandspitze, das ihr auch zu ihrem Namen verholfen hat.

## Tiroler Höhenweg
Der Tiroler Höhenweg (Via Alta) führt zwischen Tribulaunhütte und Magdeburger Hütte durch die Südwestflanke und entlang der markanten Grenze zwischen Ur- und Kalkgestein durch die Südostwand der Weißwandspitze. Von diesem Weg aus führen Steigspuren (UIAA I) unmarkiert durch die Südwestflanke zum Gipfel. Der Ostgrat (II) und die steinschlaggefährdete Nordwand (IV) werden seltener begangen.

## Bilder

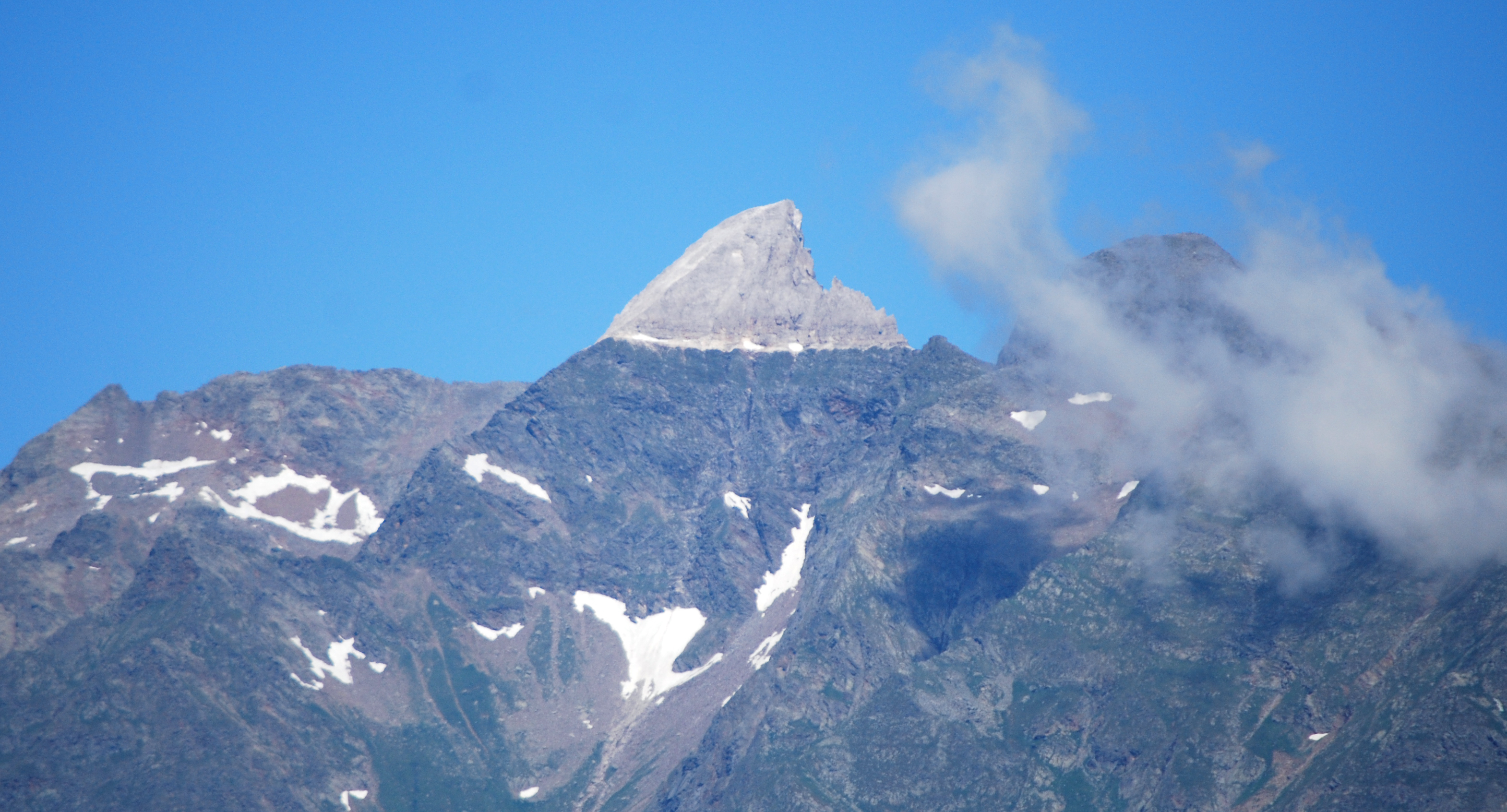
Die Weißwandspitze von Südosten. Teleaufnahme von der Brennerautobahn.
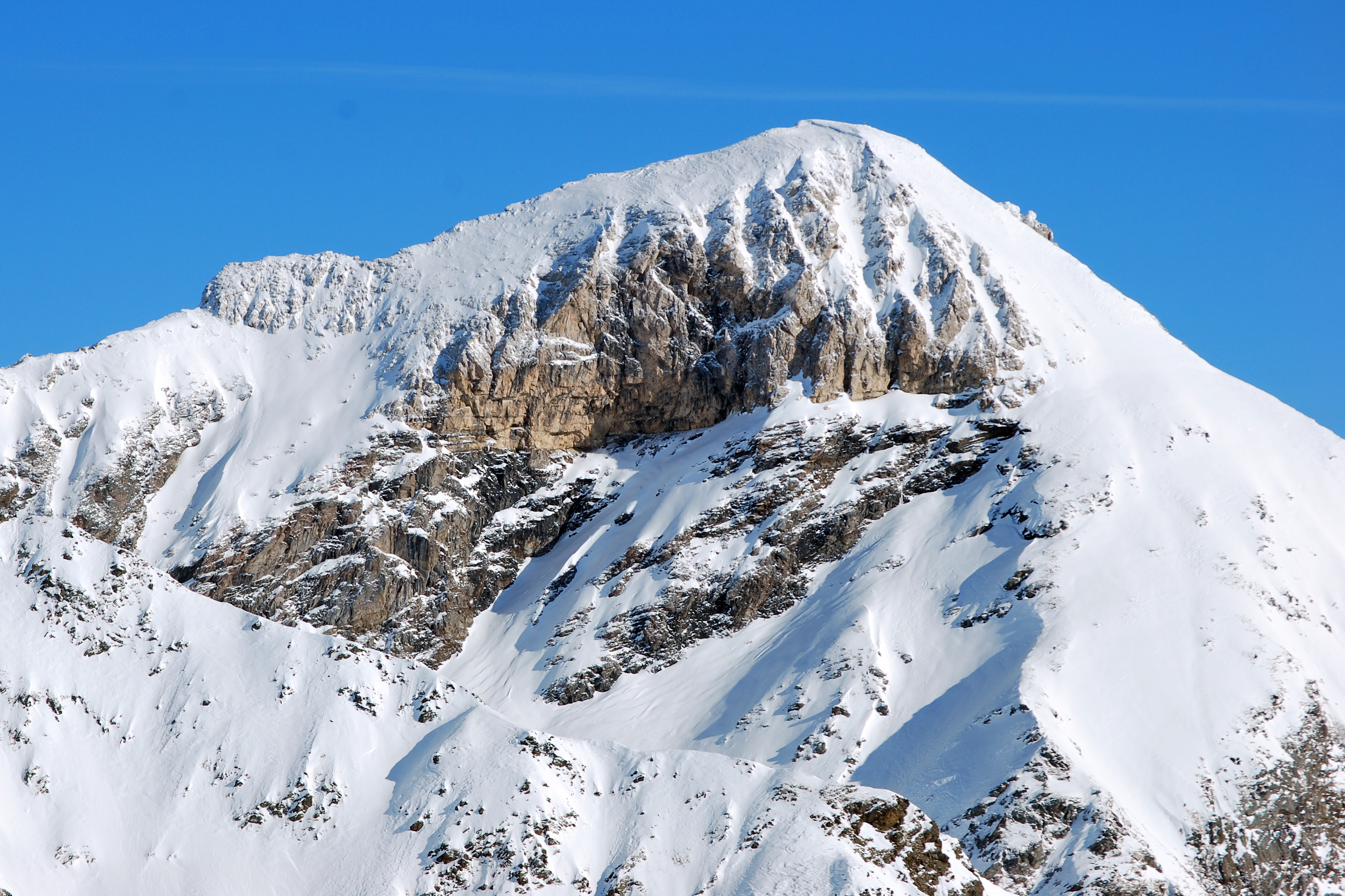
Von Südwesten
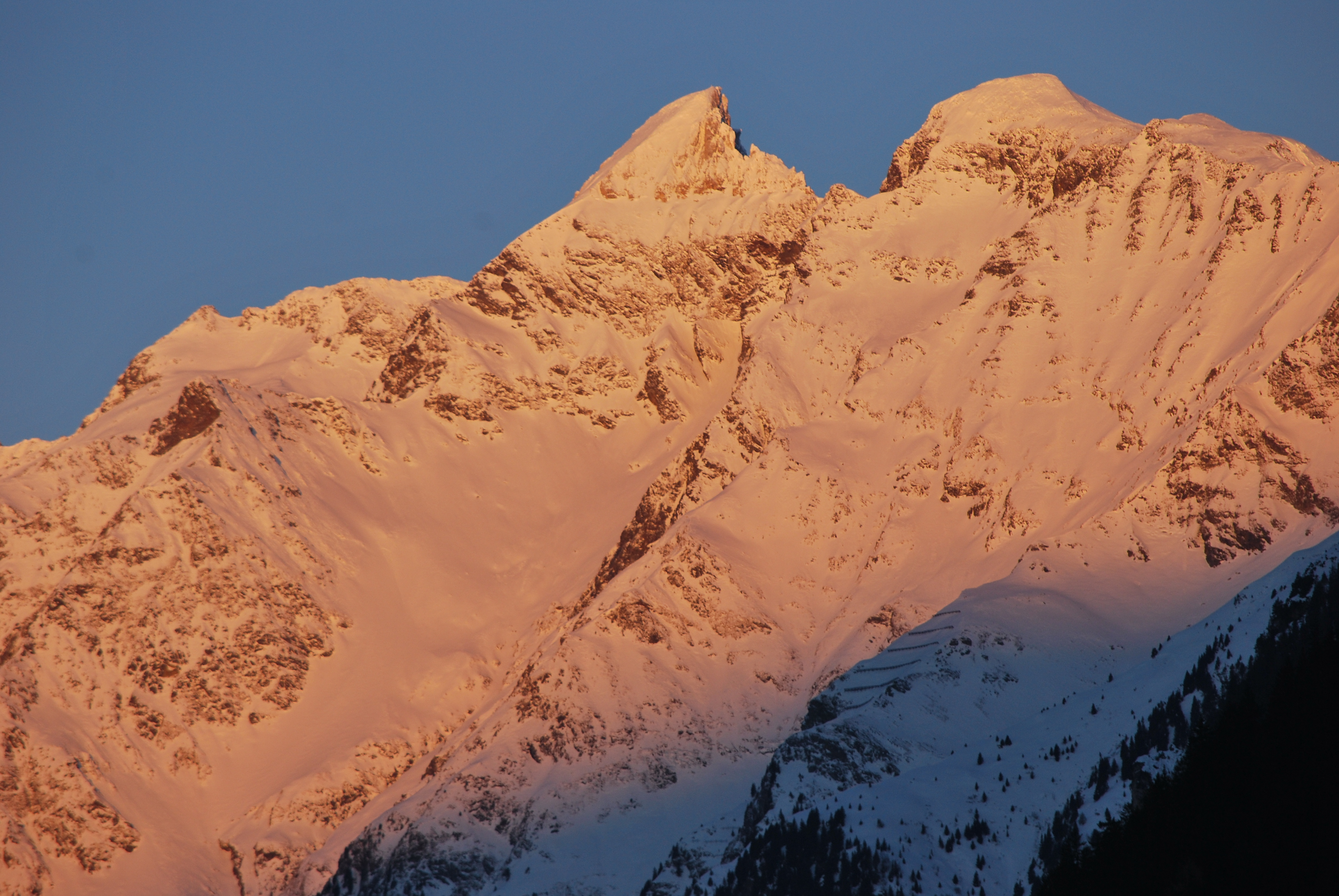
Weißwandspitze (links) und Hoher Zahn (rechts) von Südosten
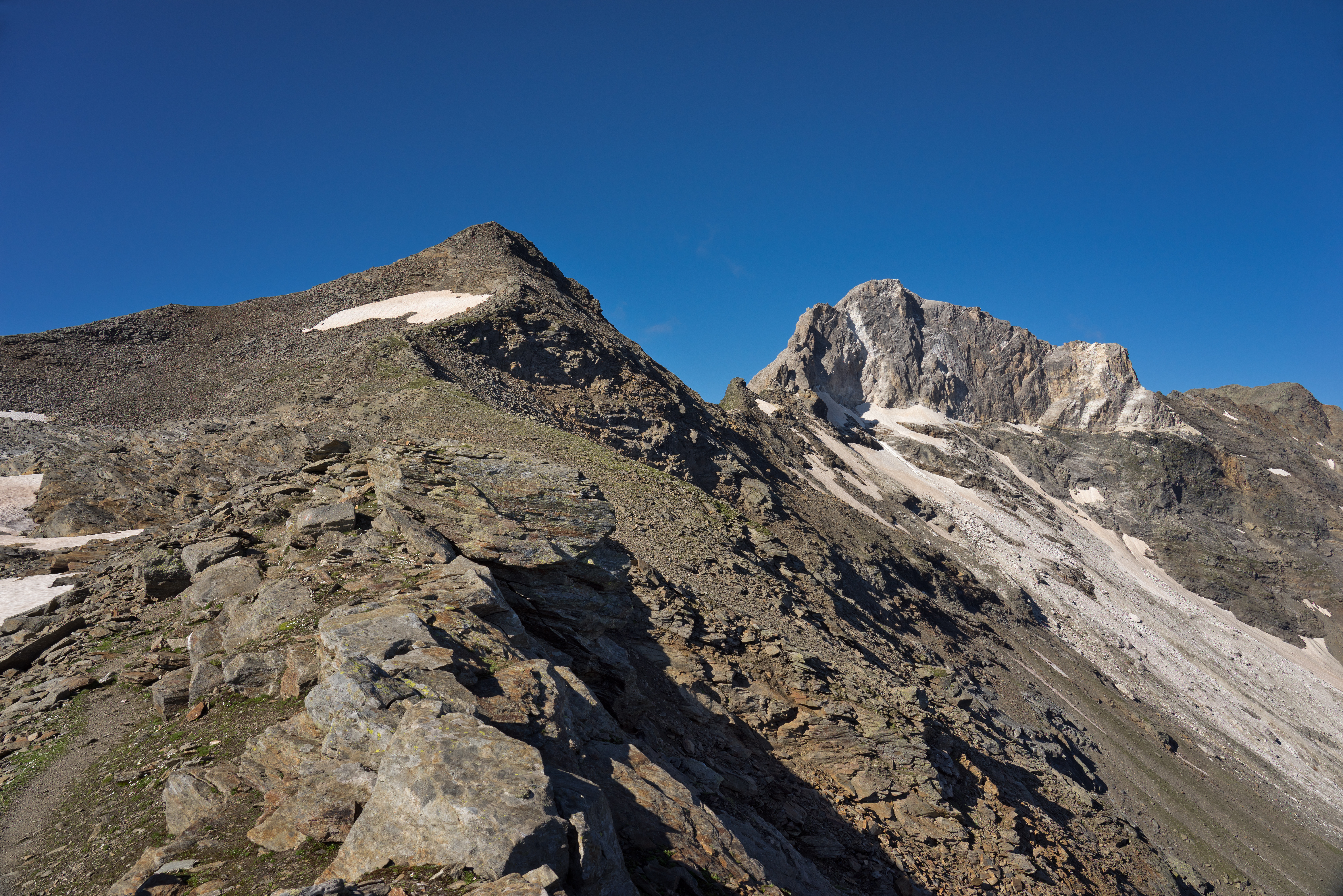
Hoher Zahn (links) und Weißwandspitze (rechts) von Nordosten beim Anstieg von der italienischen Tribulaunhütte
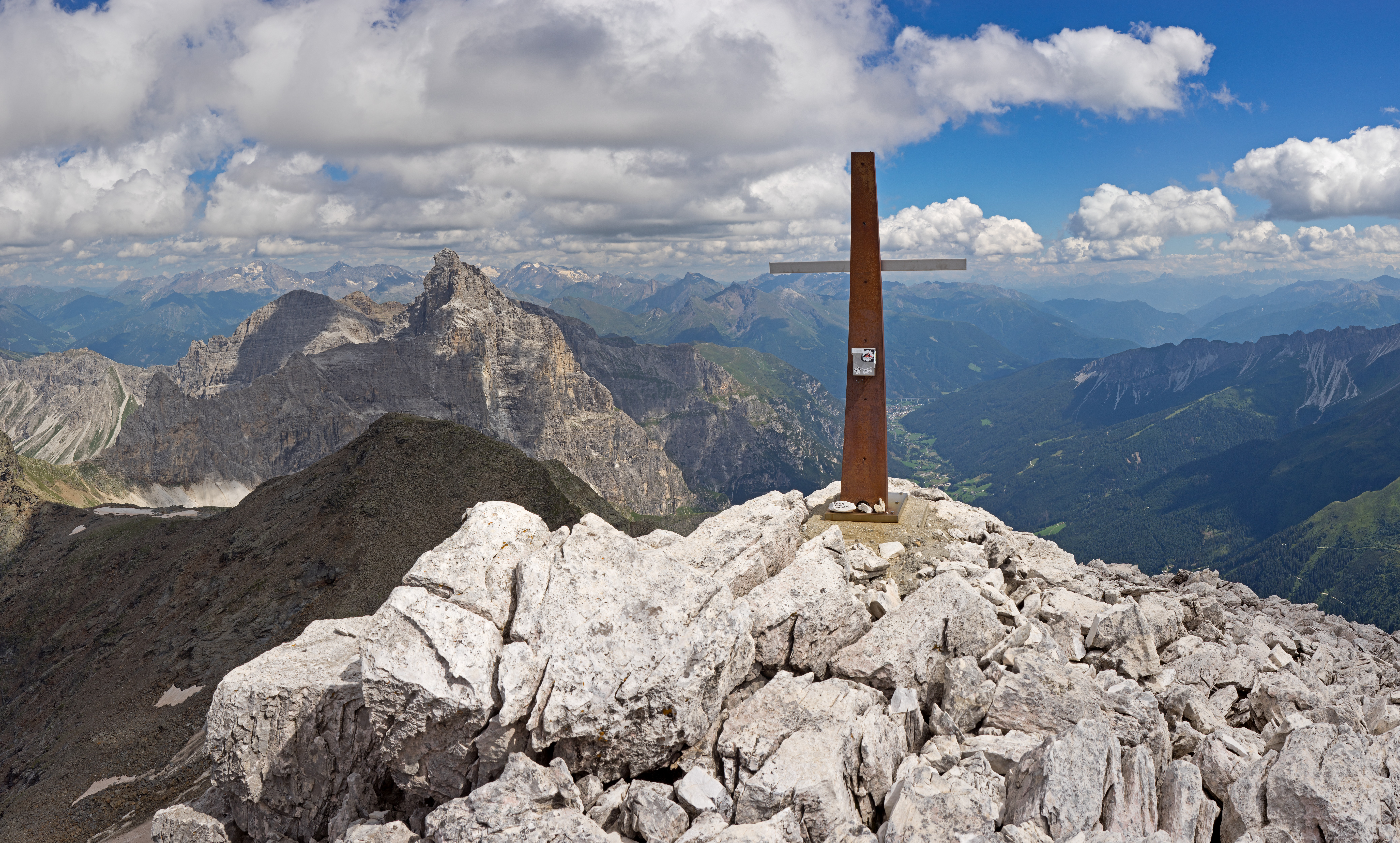
Das 2015 von der Landesberufsschule „Chr. J. Tschuggmall“ errichtete Gipfelkreuz